# Won Lee-sak
Won Lee-sak (kor. 원이삭), znany pod pseudonimem PartinG – południowokoreański zawodowy gracz komputerowy, zawodnik drużyny SK Telecom T1, zwycięzca mistrzostw świata w StarCrafcie II w 2012 roku (2012 Battle.net World Championship).

## Kariera
Won Lee-sak grywał półzawodowo w StarCraft: Brood War, ale zawodową karierę rozpoczął dopiero w StarCrafcie II. 19 stycznia 2012 roku zadebiutował w Code S (de facto najwyższy szczebel rozgrywek w StarCrafcie II w Korei Południowej) w pierwszym turnieju w 2012 roku podczas Global StarCraft II League (w roku 2012 rozegrano pięć sezonów tej ligi). Doszedł do ćwierćfinału, gdzie pokonał go późniejszy zwycięzca Park Soo-ho („DongRaeGu”). W następnym turnieju w 2012 roku doszedł do półfinału, gdzie znów został wyeliminowany przez późniejszego zwycięzcę, Jung Jong-hyuna („Mvp”).
W krajowych eliminacjach mistrzostw świata (StarCraft II World Championship Series), zajął trzecie miejsce, co dało mu awans do eliminacji kontynentalnych. Na tym szczeblu zajął drugie miejsce (porażka w finale z Jung Yoon-jongiem) i awansował do turnieju o mistrzostwo świata – 2012 Battle.net World Championship. Zajął tam pierwsze miejsce w fazie grupowej, a w wielkim finale wygrał 4:2 z Jang Hyun-woo („Creatorem”).
3 stycznia 2013 roku opuścił drużynę StarTale e-Sports Club, w barwach której odniósł wszystkie dotychczasowe sukcesy, a jedenaście dni później podpisał kontrakt z SK Telecom T1. Pierwszym osiągnięciem w barwach nowej drużyny był półfinał IEM Season VII Katowice (porażka z Cho Joong-hyukiem). W 2013 roku nie zakwalifikował się do światowych finałów World Championship Series, a tym samym nie obronił tytułu mistrza świata, który przeszedł na ręce nowego zwycięzcy, Kim Yoo-jina.

## Najważniejsze sukcesy
- 2012 Battle.net World Championship – 1. miejsce
- World Cyber Games 2012 – 1. miejsce
- 2012 GSL Blizzard Cup – 2. miejsce